# アリ・ディア
アリ・ディア（Ali Dia、1965年8月20日 - ）は、セネガル出身の元プロサッカー選手である。リベリア代表選手ジョージ・ウェアの従兄弟と自らの身元を偽って、イングランドのFAプレミアリーグクラブ・サウサンプトンで1試合に出場した。

## 経歴
フランスとドイツの下位リーグでのプレーと、不合格となったポート・ヴェイル、ジリンガム、ボーンマスでのトライアルを経て、ノン・リーグのクラブであるブライス・スパルタンズに加入した。1996年11月9日にノーザン・プレミアリーグ・ボストン・ユナイテッド戦に途中出場したのが同クラブでの唯一の試合出場である。
その後、サウサンプトン監督のグレアム・スーネスはディアと契約を交わした。スーネスは事前にリベリア代表選手で元FIFA最優秀選手賞受賞者であるジョージ・ウェアを自称する人物からの電話を受け取っていた。「ウェア」はスーネスに対して、自身の従兄弟であるディアはパリ・サンジェルマンでプレーし、代表選手として13試合に出場していると伝えた。それらはいずれも事実ではなく、その電話の主はディアと同級生の大学生だった。スーネスは信じこみ、ディアと1ヵ月間の契約を結んだ。
サウサンプトンでディアは1試合だけ出場した。1996年11月23日のリーズ・ユナイテッド戦で、彼は背番号33のシャツを着た。本来、彼はリザーブチームの親善試合でアーセナルと対戦する予定だったが、その試合はピッチの浸水により中止されていた。リーズとの試合において、彼はマシュー・ル・ティシエにかわって32分から途中出場したが、53分にケン・モンクとの交代で引き下がった。試合はリーズが2-0で勝利した。ル・ティシエは「彼は氷上のバンビのごとくピッチの上を駆け回っていました。見ていて大変恥ずかしいものでした」と振り返る。
ディアは契約から2週間でサウサンプトンによって放出された。その後はノン・リーグのゲーツヘッドで、1997年2月に同クラブを去るまで短期間プレーした。ディアは8試合に出場し、5-0で勝利したデビュー戦のバース・シティとの試合で得点をあげた。
彼はニューカッスルのノーザンブリア大学で経営学を学び、2001年に卒業した。

## 評価
ディアはイングランドのサッカーファンのあいだで悪名高い地位を築き、駄目な選手や駄目な移籍のリストで常連になっている。ザ・タイムズ紙の「最悪なサッカー選手50人」というリストで彼は1位になり、デイリー・メール紙では最悪のストライカー・トップ50の4位になった。